# Пене Паті
Пене Паті (фр. Pene Pati, нар. 1987, Республіка острови Самоа) — оперний співак, тенор із Самоа, острівної держави в Полінезії, репертуар якого відноситься до стилю бельканто. З 2017 року він співає на світових оперних сценах і досягає щораз більшого успіху. Його сонячний тембр часто порівнюють із тембром Лучано Паваротті, а також цінують його стиль у французькій опері та італійському бельканто.

## Біографія

### Тріо Соле міо
Дитинство та юність Пене Паті пройшло на передмісті міста Окленда в Новій Зеландії, куди його родина емігрувала з Самоа в 1989 році. Тут він співав разом з членами сім'ї, а потім у хорі, пов'язаному з командою з регбі, до якої він належав у коледжі.
У 2011 році його помітив тенор Денніс О'Ніл, який запропонував йому вчитися в Кардіффі, (Вельс), щоб «набути хорошої техніки бельканто». Там він також познайомився з сопрано Кірі те Канава, фонд якої підтримав навчання молодого 24-річного тенора.
Повернувшись до Новій Зеландії, де він довгий час жив у Південному Окленді, Пене Паті виступав зі своїм братом Амітаєм, також тенором, і двоюрідним братом-баритоном, Мозесом Макеєм, у складі тріо Соле міо (графічно SOLΞ MIO). Дебютний альбом тріо «SOLΞ MIO» складається з популярних і традиційних пісень, а також відомих оперних арій. У 2014—2015 роках він був найпродаванішим альбомом у Новій Зеландії, а також двічі отримав головний приз на щорічній церемонії Музичних нагород Нової Зеландії (New Zealand Music Awards).
9 жовтня 2015 року холдинг звукозапису Universal Music Group випустив другий альбом тріо «На іншій ноті» (On Another Note), котрий зайняв перше місце у рейтинговому списку серед альбомів Нової Зеландії.

### Початок міжнародної кар'єри
У 2013 році Пене Паті одержав стипендію від опери Сан-Франциско.
Завоювавши в 2015 другу премію та приз глядацьких симпатій на оперному конкурсі «Опералія» в Лондоні, другу премію на міжнародному конкурсі «Нові голоси» в Гютерсло (Німеччина) та премію Монсеррат Кабальє, Пене Паті розпочав працю над своїми першими ролями на оперній сцені.

## Особисте життя
Пене Паті одружився з сопрано Аміною Едріс, з якою він часто виступає на сцені, зокрема в операх «Любовний напій» або «Ромео і Джульєтта», і з якою він 31 січня 2023 року дав гала-концерт у Празі, що транслювався на платному телеканалі «Меццо».

## Дискографія
- Sole Mio — Universal Music Group — листопад 2013 — CD (з Амітаєм Паті та Мозесом Маккеєм)
- On another Note — Universal Music Group — жовтень 2015 — CD (з Амітаєм Паті та Мозесом Маккеєм)
- Веселого Різдва — Universal Music Group — листопад 2017 — CD (з Амітаєм Паті та Мозесом Маккеєм) * Coming Home — Universal Music Group — листопад 2021 — CD (з Амітаєм Паті та Мозесом Маккеєм)
- Pene Pati, сольний альбом — Warner classics — 25 березня 2022 — CD